# Chrysonotomyia pubipennis
Chrysonotomyia pubipennis är en stekelart som först beskrevs av Muhammad Sharif Khan och Shafee 1980.  Chrysonotomyia pubipennis ingår i släktet Chrysonotomyia och familjen finglanssteklar. Inga underarter finns listade i Catalogue of Life.